# Plains (Texas)
Plains es un pueblo ubicado en el condado de Yoakum en el estado estadounidense de Texas. En el Censo de 2010 tenía una población de 1481 habitantes y una densidad poblacional de 580,53 personas por km².

## Geografía
Plains se encuentra ubicado en las coordenadas 33°11′23″N 102°49′38″O / 33.18972, -102.82722. Según la Oficina del Censo de los Estados Unidos, Plains tiene una superficie total de 2.55 km², de la cual 2.55 km² corresponden a tierra firme y (0%) 0 km² es agua.

## Demografía
Según el censo de 2010, había 1481 personas residiendo en Plains. La densidad de población era de 580,53 hab./km². De los 1481 habitantes, Plains estaba compuesto por el 75.42% blancos, el 0% eran afroamericanos, el 0.61% eran amerindios, el 0% eran asiáticos, el 0% eran isleños del Pacífico, el 21.07% eran de otras razas y el 2.9% pertenecían a dos o más razas. Del total de la población el 58.14% eran hispanos o latinos de cualquier raza.